# Juan Bautista Berasategi Luzuriaga
Juan Bautista Berasategi Luzuriaga (Pasaia, 1951-28 d'abril de 2017) va ser un director de cinema basc.

## Biografia
És considerat el precursor del cinema d'animació al País Basc. En 1977 va realitzar el seu primer curt de dibuixos animats titulat Ekialdeko izarra. Després d'aquest treball va dirigir dos curts més d'animació: Fernando Amezketarra (1981), primer premi de Cinema Basc en el XXI Certamen de Cinema Curt i Documental de Bilbao, i Kukubiltxo (1983), Gran Premi al Cinema Basc en el mateix certamen.
En 1985 es va endinsar en la direcció d'un llargmetratge: Kalabaza tripontzia, primera pel·lícula de llarga durada de dibuixos animats de la història del cinema basc. La segona experiència de Berasategi i companyia va ser Astakiloen abenturak eta kalenturak / Aventuras y desventuras (1987), a partir d'un guió de Bernardo Atxaga. El 1991 va estrenar Balearenak/Balleneros i el 1997 Ahmed, príncep de l'Alhambra, que va ser nominada al Goya. El 2003 fou nominat novament al Goya a la millor pel·lícula d'animació per La màgia del sud.